# Kōsō Abe
Kōsō Abe (jap. 阿部 孝壮 Abe Kōsō; ur. 24 marca 1892 w prefekturze Yamagata, zm. 19 czerwca 1947 na Guam) – wiceadmirał japońskiej marynarki.

## Życiorys
15 listopada 1939 roku objął dowodzenie na pancerniku „Hiei” podczas drugiej wojny światowej. Później został oddelegowany na stanowisko komendanta wyspy Makin, gdzie zastał go rajd amerykańskich rangersów. Brał udział w bitwie na Morzu Koralowym. Do końca wojny służył jako dowódca jednostki w Sasebo.
Po wojnie aresztowany i oskarżony o popełnienie zbrodni wojennych polegających na wydaniu rozkazu ścięcia głów amerykańskich jeńców pojmanych podczas rajdu rangersów. Został poddany ekstradycji na Guam, gdzie trybunał wojskowy skazał go na śmierć przez powieszenie za naruszenie prawa i zwyczaju wojny i normy moralne społeczeństwa cywilizowanego. Wyrok wykonano 19 czerwca 1947 roku.